# Пилав тепе (Шопур)
Пилав тепе (на македонска литературна норма: Пилав Тепе) е антична и средновековна крепост край щипското село Шопур, Северна Македония.

## Местоположение
Хълмът се намира на 1,5 km югоизточно от Шопур и на 12 km западно от Радовиш. Представлява вулканична купчина с височина 220 m с тесен връх (610 m), който затваря от север теснината на Мадемската река и пътя Радовиш – Щип. Върхът и северният склон са покрити с огромни базалтови скали. Скалите се спускат отвесно на северната страна и по-полегато на юг чрез 3 тераси. Отгоре има гледка към цялата теснина и на много километри в долината на Лакавица и Радовишкото поле. На 2 – 5 km североизточно от Пилав тепе се откриват множество следи от стар добив и обработка на метали (мед, злато, оловно-сребро, желязо). На 3 km североизточно от Пилав тепе, от другата страна на реката, се намира мината и фабрика за злато и мед „Бучим“. Между Дамян и Брест се намират стари железни мини, експлоатирани до наше време.

## История

### Неолит
В подножието на една от падините, която се спуска към десния бряг на Лакавица, има заравнено плато, на което се срещат фрагменти от неолитни керамични съдове.

### Античност
В Античността на Пилав тепе израства голямо рударско селище, заемащо площ от 12 – 15 ha. В югоизточното подножие на хълма с разширяването на пътя в 1958 година са изкопани още пещи за топене на метали. На седловината и склоновете североизточно от Пилав тепе са разкрити множество гробници от елинистическо и римско време.
През Късната античност селището се свива и се оттегля нагоре към върха. Стената обхваща кръгла площ от 270 x 250 m (4,5 ha). Дълги редове от жилищни помещения се опират о стената. На скалите на върха с вътрешна стена е оформен акропол с големина 65 х 60 m. Виждат се 2 щерни за вода, частично изсечени в скалата, множество дупки и прорези в скалите за вмъкване на дървени греди, с които е била укрепвана стената. Освен късноантична керамика са открити и няколко монети от края на IV до края на VI век.
Иван Микулчич идентифицира укрепения град на Пилав тепе с рударския град Астраион (Астраеум), писмено засвидетелстван в Ранната и Късната античност. Археологическите находки в него спрямо останките от околните обекти и тези в по-широкия регион говорят в тази посока.

### Средновековие
Късноантичните стени и акрополът са много добре запазени и до днес, така че биха могли да са използвани и през Средновековието без големи изменения. За това сочат и няколко дребни находки в укрепената зона – средновековна огнищна керамика, византийска монета – меден скифат от XIII век, един бронзов пръстен и част от гривна от X – XI век, няколко малки предмета, изковани от желязо, със средновековни форми.
Стражевата крепост на Пилав тепе е имала важна стратегическа позиция с голяма видимост по пътя от Щип за Струмица и по-нататък на юг, разположена в теснината Мадемска река, където пътят може лесно да бъде блокиран. Вероятно е била използвана от време на време в кризисни военни ситуации.